# Rakvere
Rakvere ou encore Wesenberg est une ville d'Estonie, capitale de la région du Virumaa occidental. La ville compte 17 337 habitants (2006) pour une superficie de 10,64 km2. Elle est entourée à l'ouest par la commune rurale de Rakvere.

## Histoire

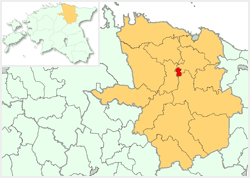
Localisation de Rakvere dans la province de Virumaa occidental.

Un village fut fondé en 1252, sur les restes d'habitations danoises, sous le nom de Wesenberg à côté d'une forteresse teutonique du XIIIe siècle.
En 1268, eut lieu la bataille de Rakvere, connue également sous les noms de bataille de Rakovor ou bataille de Wesenberg, entre les troupes coalisées des chevaliers Teutoniques, danoises et estoniennes d'une part et les forces russes d'autre part.
En 1346, le royaume du Danemark vendit la région à l'ordre de Livonie qui la conserva jusqu'en 1558. Elle fut prise ensuite successivement entre 1558 et 1581 par les Russes lors de la guerre de Livonie, puis par la république des Deux Nations (Pologne-Lituanie), où la forteresse fut ravagée par les Polonais en 1605, et enfin par le royaume de Suède. Pendant la Grande guerre du Nord elle fut conquise en 1710 par l'armée de Pierre le Grand, et selon le traité de Nystad en 1721 entra dans l'Empire russe. Elle fit partie du gouvernement de Reval renommé en 1796 gouvernement d'Estland, jusqu'à l'occupation allemande lors de la Première Guerre mondiale. Après l'occupation allemande, elle entra en 1919 dans la nouvelle république d'Estonie. En 1941, elle fut occupée par l'Armée rouge, puis par l'Armée du Troisième Reich de 1941 à 1944. Elle entra alors dans la république socialiste soviétique d'Estonie, jusqu'à l'indépendance de l'Estonie en 1991.
Le théâtre de Rakvere a ouvert ses portes en 1940 et a survécu à la Seconde Guerre mondiale.
Il existe un cimetière où sont enterrés 1456 soldats allemands morts à l'hôpital militaire de Rakvere pendant les années 1941-1944.

## Démographie
| 1934   | 1959   | 1970   | 1979   | 1989   |
| ------ | ------ | ------ | ------ | ------ |
| 10 027 | 14 296 | 17 891 | 19 011 | 19 822 |

| 2004   | 2008   | 2011   | 2017   | 2018   |
| ------ | ------ | ------ | ------ | ------ |
| 16 851 | 16 988 | 15 264 | 15 526 | 15 413 |

| 2023   | - | - | - | - |
| ------ | - | - | - | - |
| 15 614 | - | - | - | - |

## Économie

### Employeurs principaux
| #       | Entreprise           | Employés | Activité principale |
| ------- | -------------------- | -------- | ------------------- |
| 1       | JELD-WEN EESTI AS    | 636      | Industrie du bois   |
| 2       | Hôpital de Rakvere   | 460      | Hôpital             |
| 3       | Osaühing Aldar Eesti | 369      | Alimentation        |
| 4       | Weekend Eesti OÜ     | 279      | Commerce            |
| 5       | Aqva Hotels          | 151      | Hôtellerie          |
| 6       | Aktsiaselts Pihlaka  | 135      | Boulangerie         |
| Sources |                      |          |                     |

## Monuments et lieux touristiques
Les monuments à visiter sont le château du Moyen Âge, l'église luthérienne, le musée de l'histoire de la ville, et l'église orthodoxe de la Nativité de la Vierge.
À sept kilomètres de la ville eut lieu, le 18 février 1268, la bataille de Wesenberg entre une coalition de princes russes et une armée de croisés danois et allemands.
Le Parc national de Lahemaa (34 647 hectares) jouxte la ville au nord-ouest.

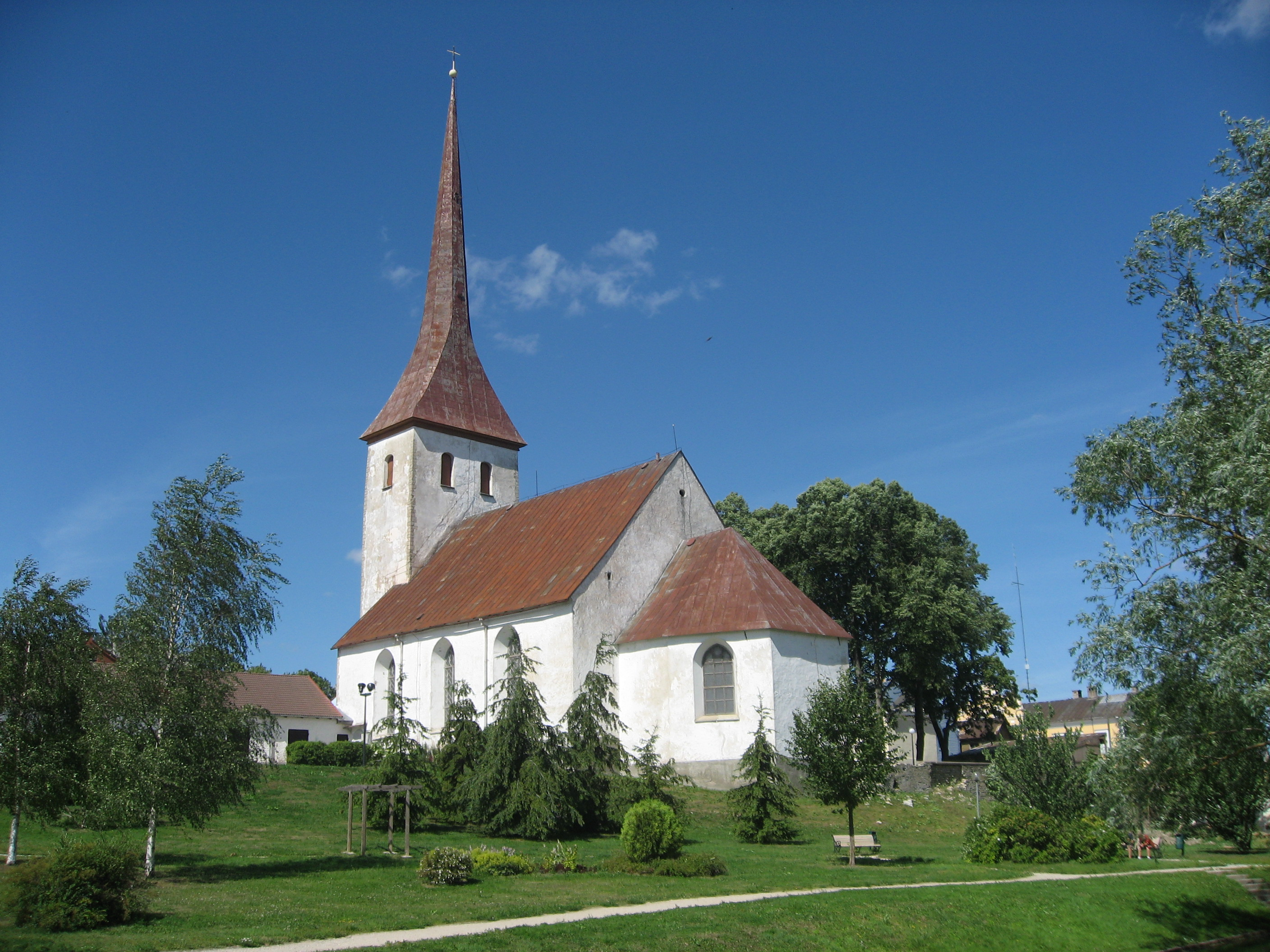
Vue de l'église luthérienne de Rakvere.
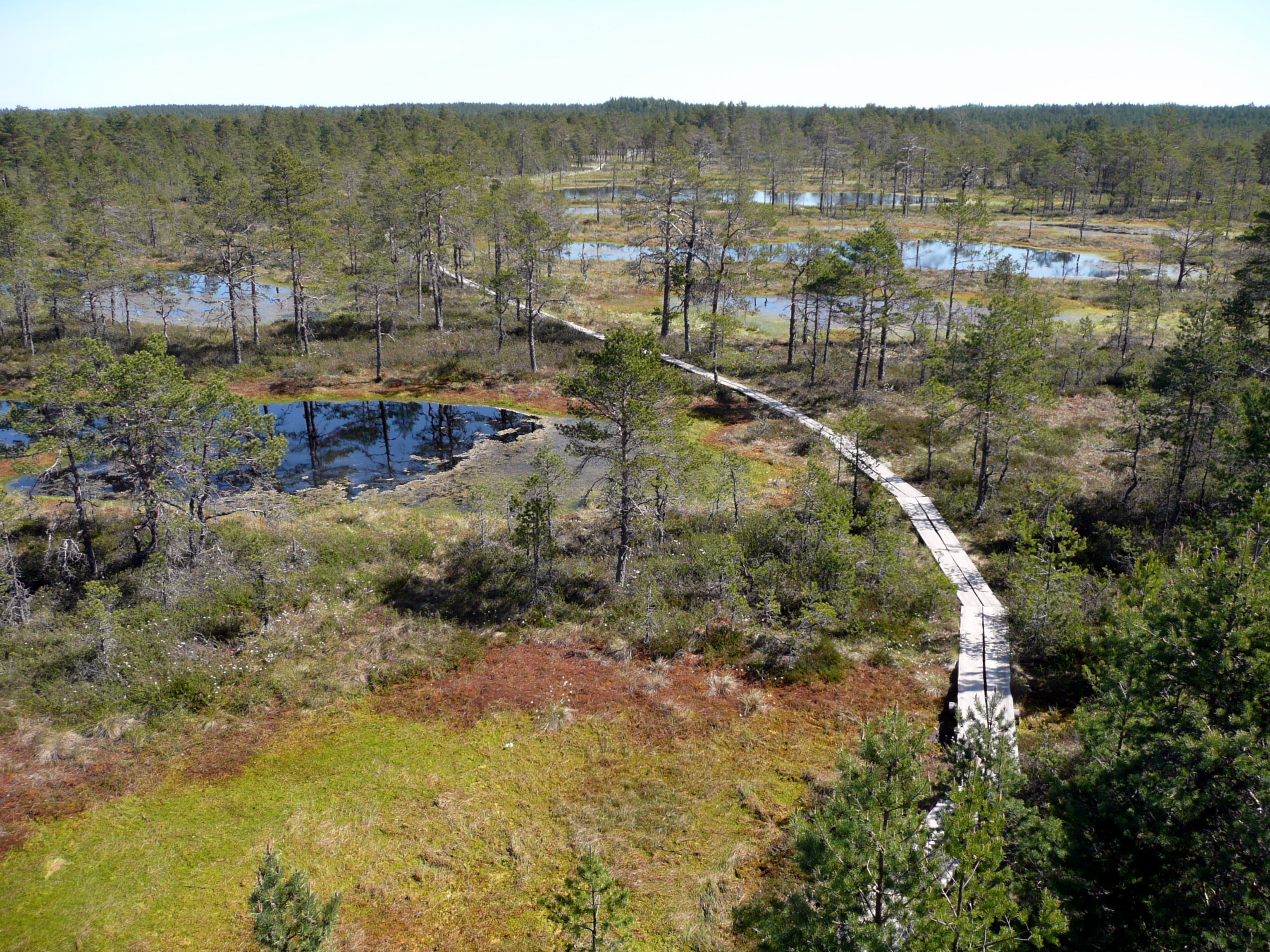
Sentier de caillebotis du Parc national de Lahemaa.
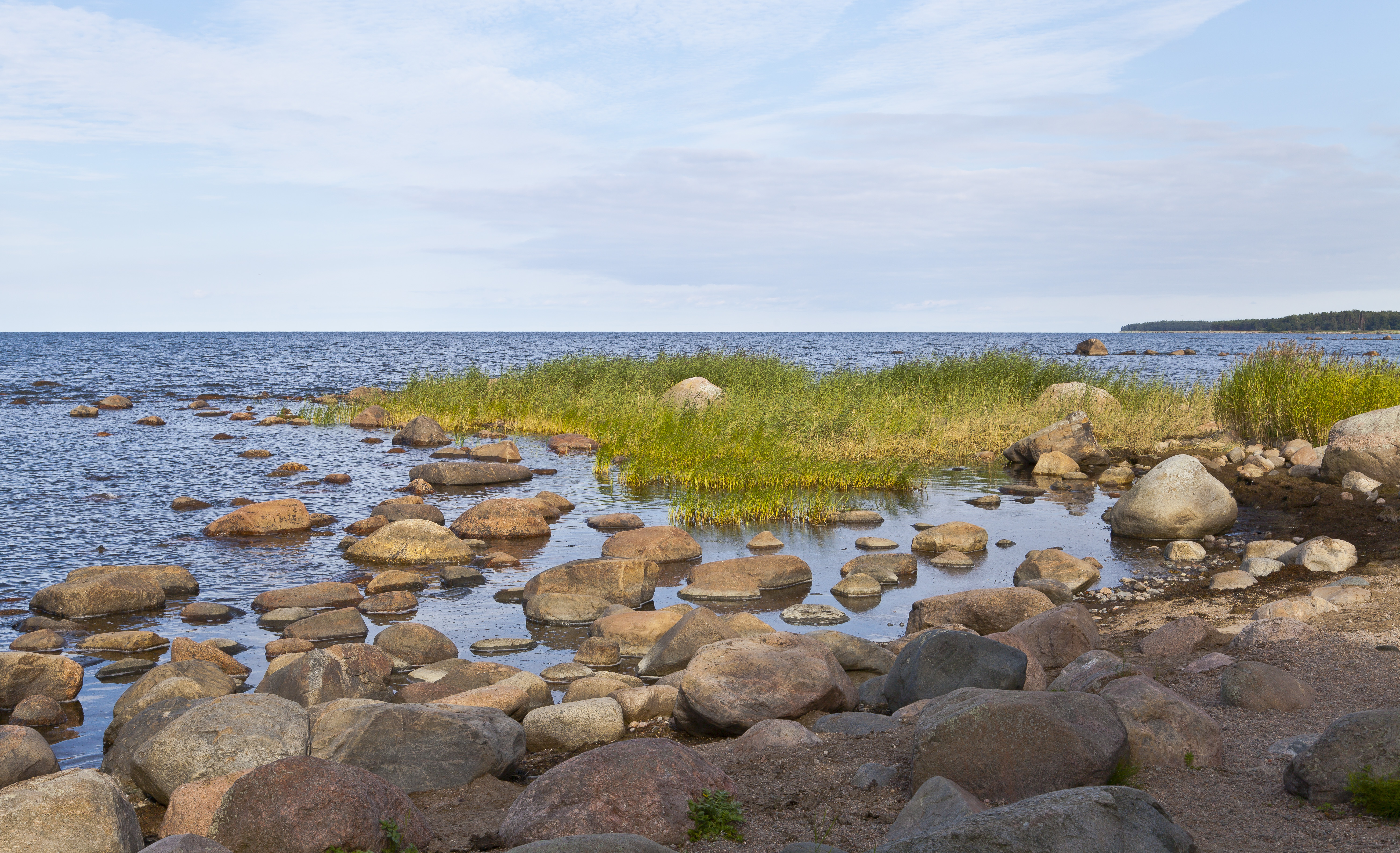
Rochers dans le parc national.

## Transports

### Axes routiers
Rakvere est desservie par la route nationale 1 vers Tallinn et Saint-Pétersbourg. 
De plus, la route nationale 5, qui mène à Pärnu et forme une rocade autour de la ville, relie Rakvere au sud-ouest et à la Lettonie.

### Transport ferroviaire
La gare de Rakvere est desservie par les trains (les billets sont vendus à bord du train) :
- Ligne de Tallinn à Narva
- Rakvere – Tallinn – Rakvere

### Bus interurbains
La gare routière est utilisée par les bus départementaux et interurbains, et les lignes de bus internationales (Tallinn-Saint-Pétersbourg, Pärnu-Saint-Pétersbourg).

### Bus locaux
Les quartiers de Rakvere, ainsi qu'une partie de ses environs, sont reliés par 5 lignes de bus :
- 1. Piira - Napi
- 2. Piira - Lihakombinaat
- 3. Tõrma - Turuplats - Tõrma (rond-point)
- 5. Rägavere tee - Põhjakeskus
- 5A. Rägavere tee – Põhjakeskus

## Personnalités liées à la ville
- Gerhard von Rosen (1856-1927), peintre paysagiste germano-balte et professeur d'université
- Heinrich Paal (1895-1941), joueur de football
- Alar Toomre (1937-), astronome et mathématicien américano-estonien
- Ene Ergma (1944-), homme politique et astrophysicien
- Rannar Vassiljev (1981-), homme politique et consultant en affaires
- Baruto Kaito (1984-), lutteur de sumo
- Martti Juhkami (1988-), joueur de volley-ball
- Jacob Johann von Sievers (1731-1808), né à Wesenberg, homme politique germano-balte, gouverneur de Novgorod et général de l'Armée impériale russe.
- Oskar Leopold von Gebhardt (1844-1906), né à Wesenberg, théologien protestant

## Jumelages
| Ville | Ville               | Pays | Pays      | Période                |
| ----- | ------------------- | ---- | --------- | ---------------------- |
|       | commune de Sigtuna, |      | Suède     | depuis 1991            |
|       | Cēsis               |      | Lettonie  | depuis 2005            |
|       | Lappeenranta,       |      | Finlande  | depuis 1994            |
|       | Lapua               |      | Finlande  | depuis 1990            |
|       | Lütjenburg          |      | Allemagne | depuis 1999            |
|       | Panevėžys,          |      | Lituanie  | depuis le 15 juin 2005 |
|       | Panevėžys (en)      |      | Lituanie  | depuis le 15 juin 2005 |
|       | Senaki              |      | Géorgie   | depuis 1976            |
|       | Szolnok             |      | Hongrie   | depuis septembre 2008  |
|       | Vychhorod           |      | Ukraine   |                        |

## Galerie

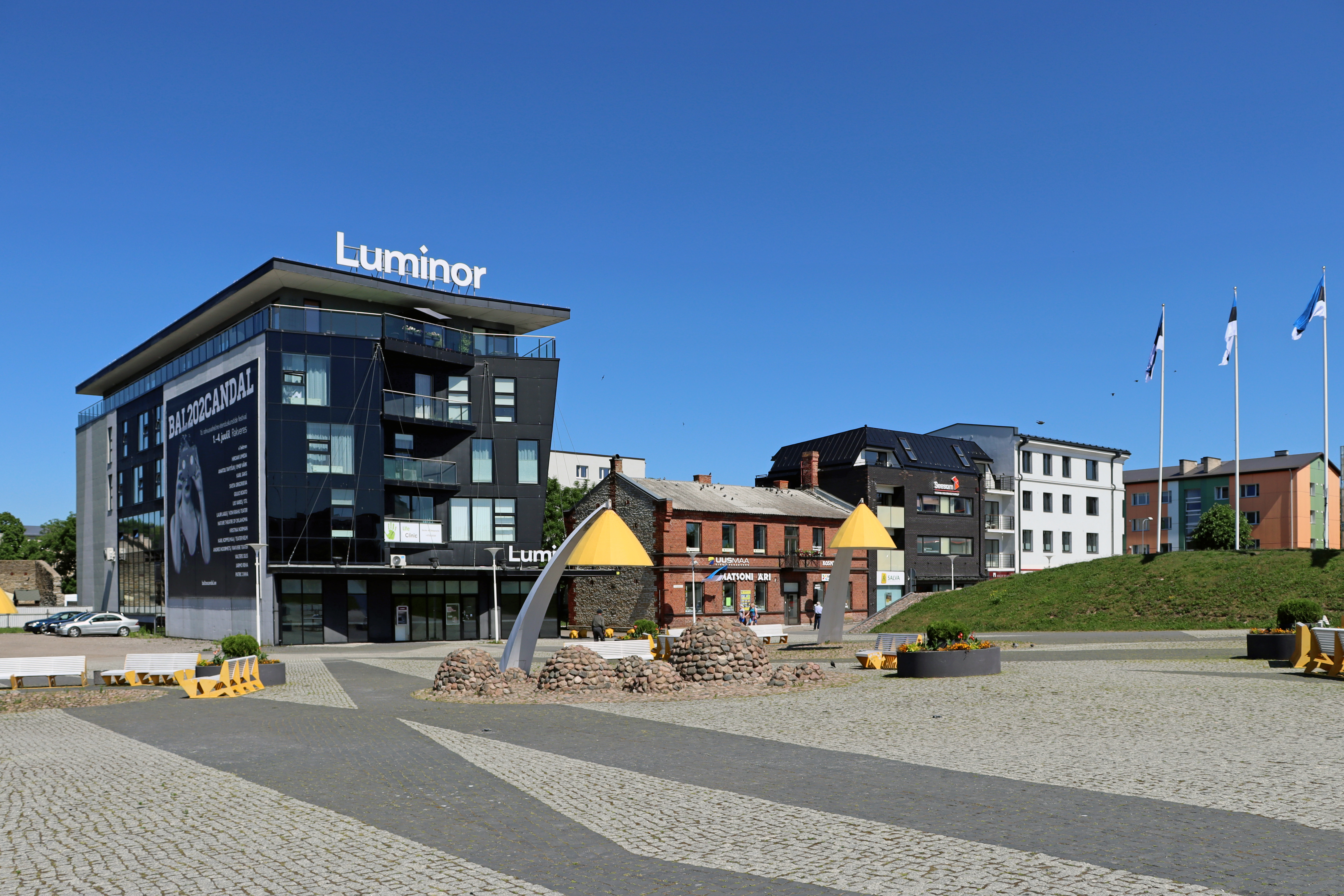
Place centrale de Rakvere.
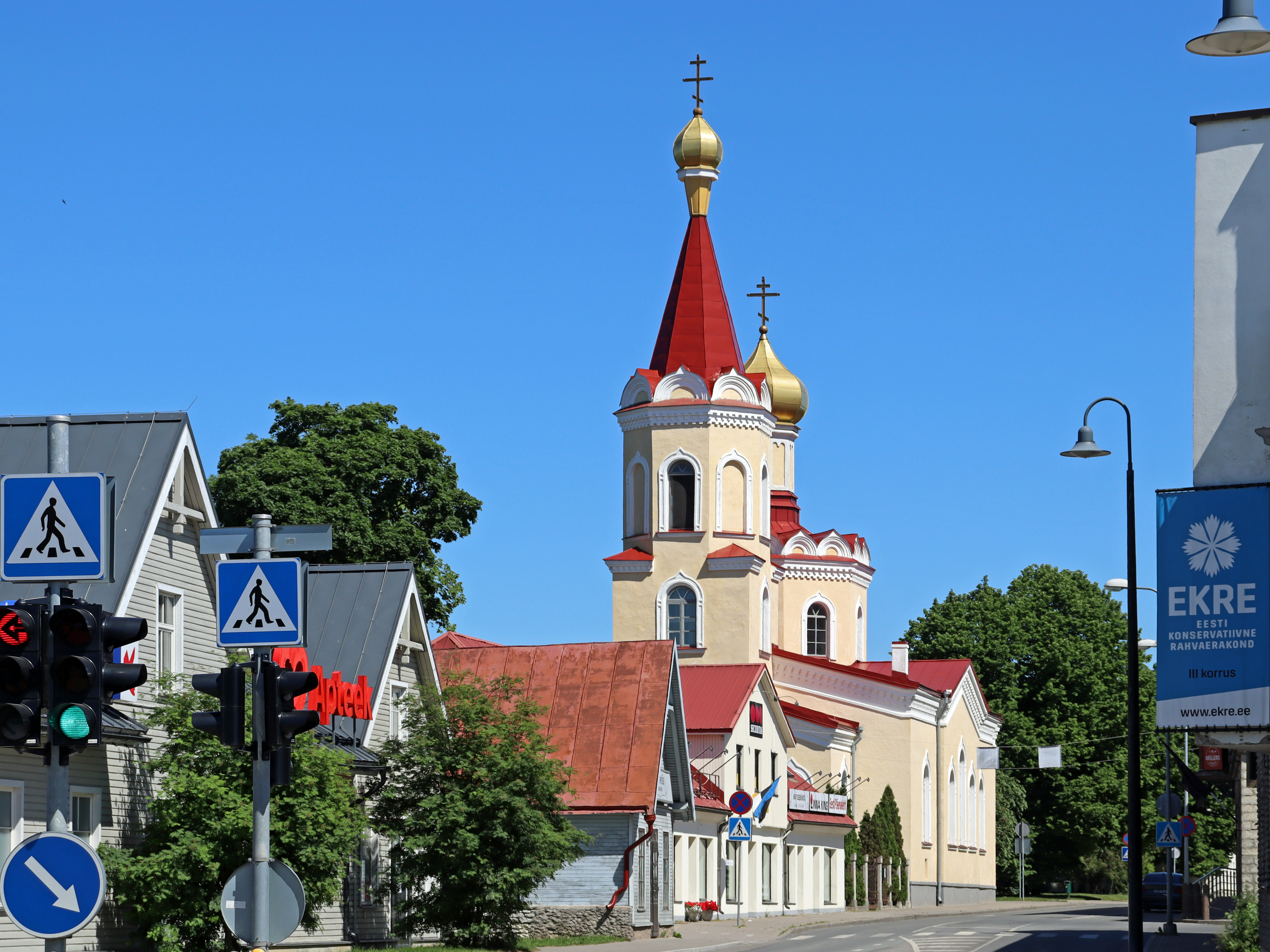
Église de la Nativité de la Vierge Marie.
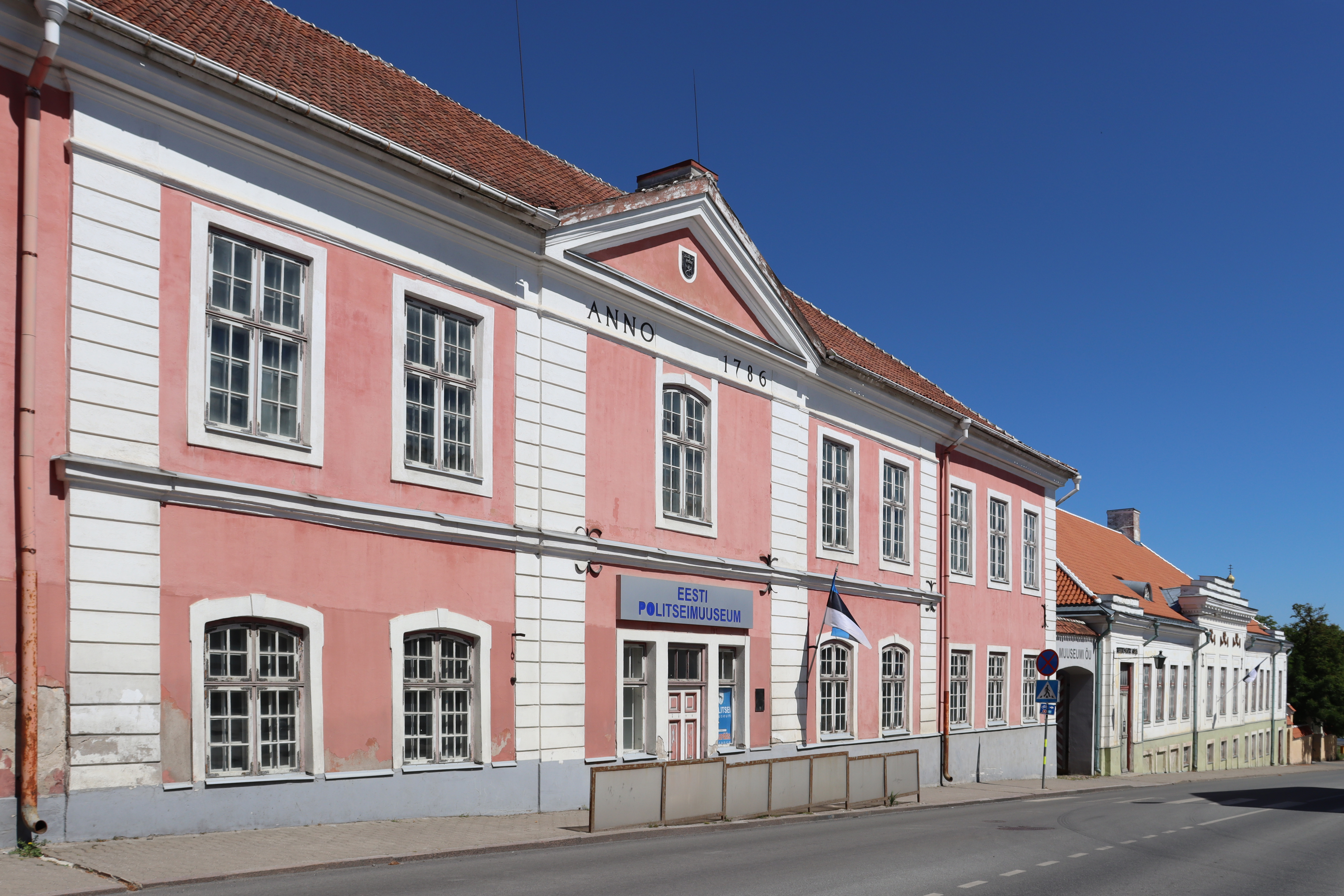
Musée de la police.
Rue Laada.
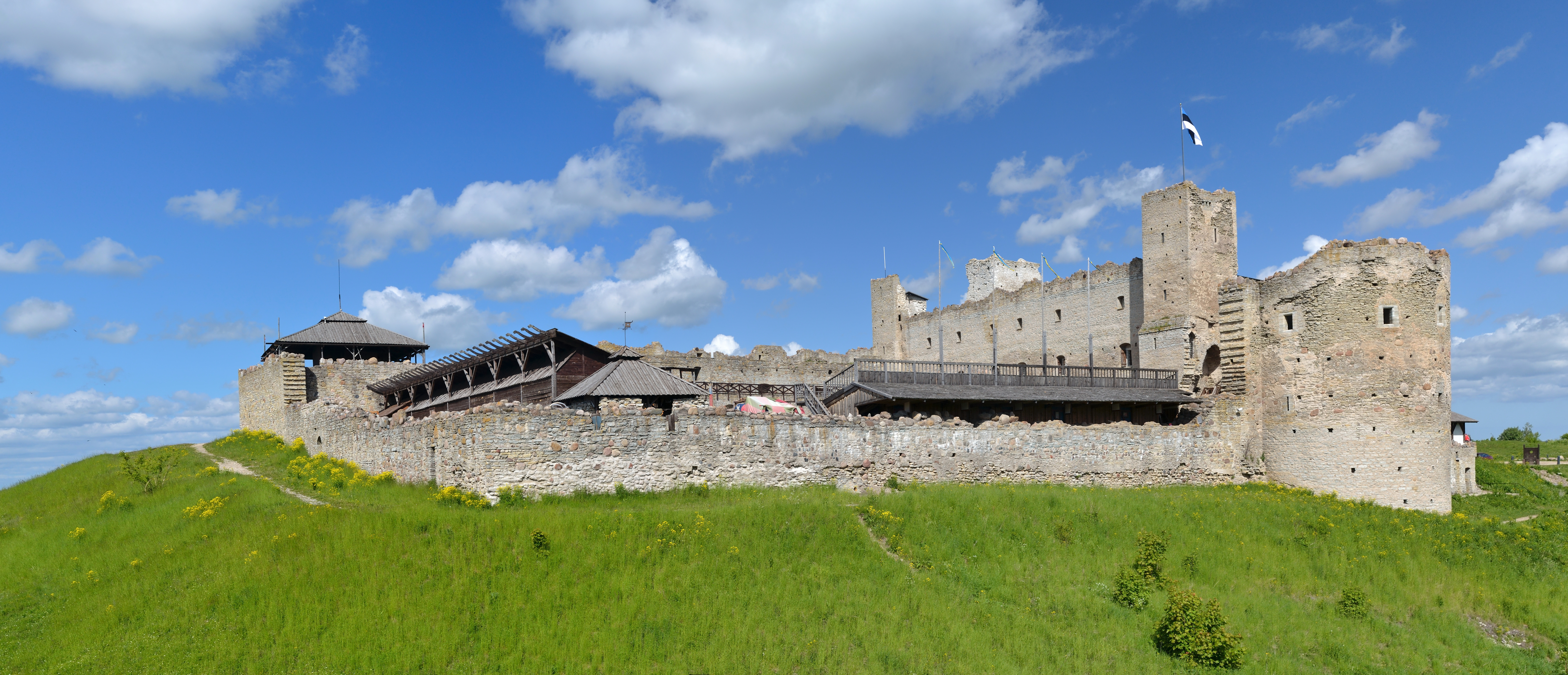
Château de Rakvere.
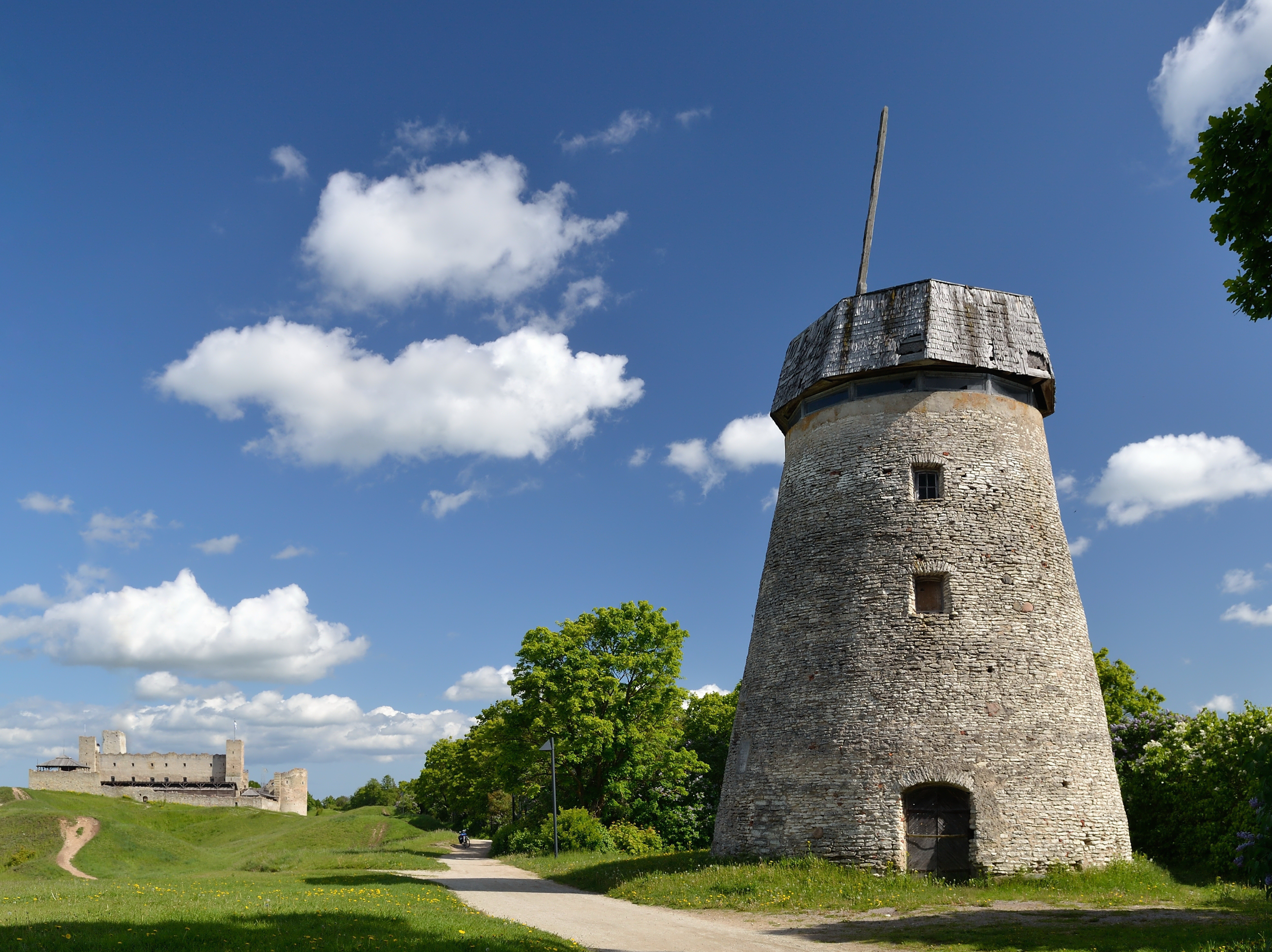
Moulin de Vallimäe.
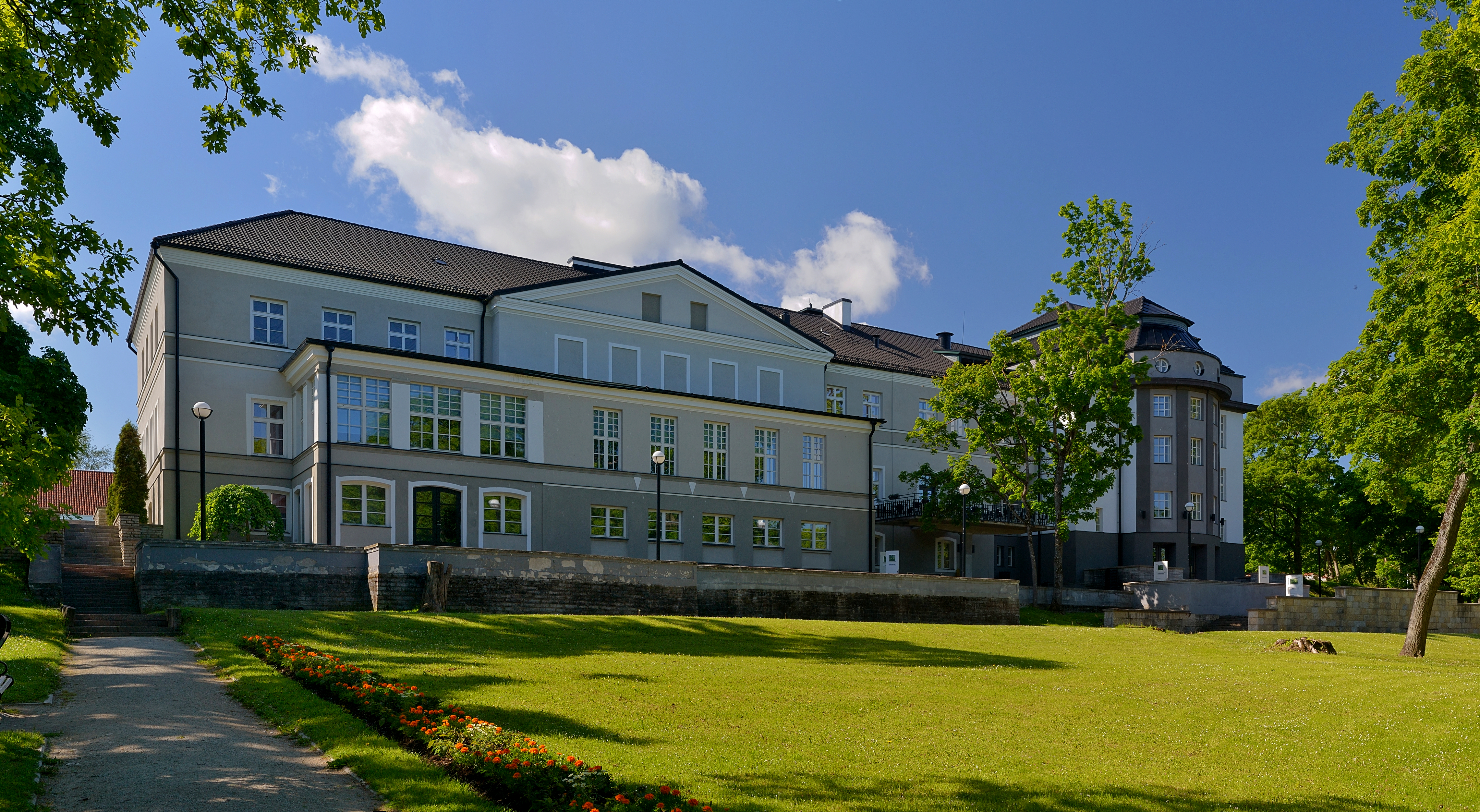
Manoir de Rakvere.
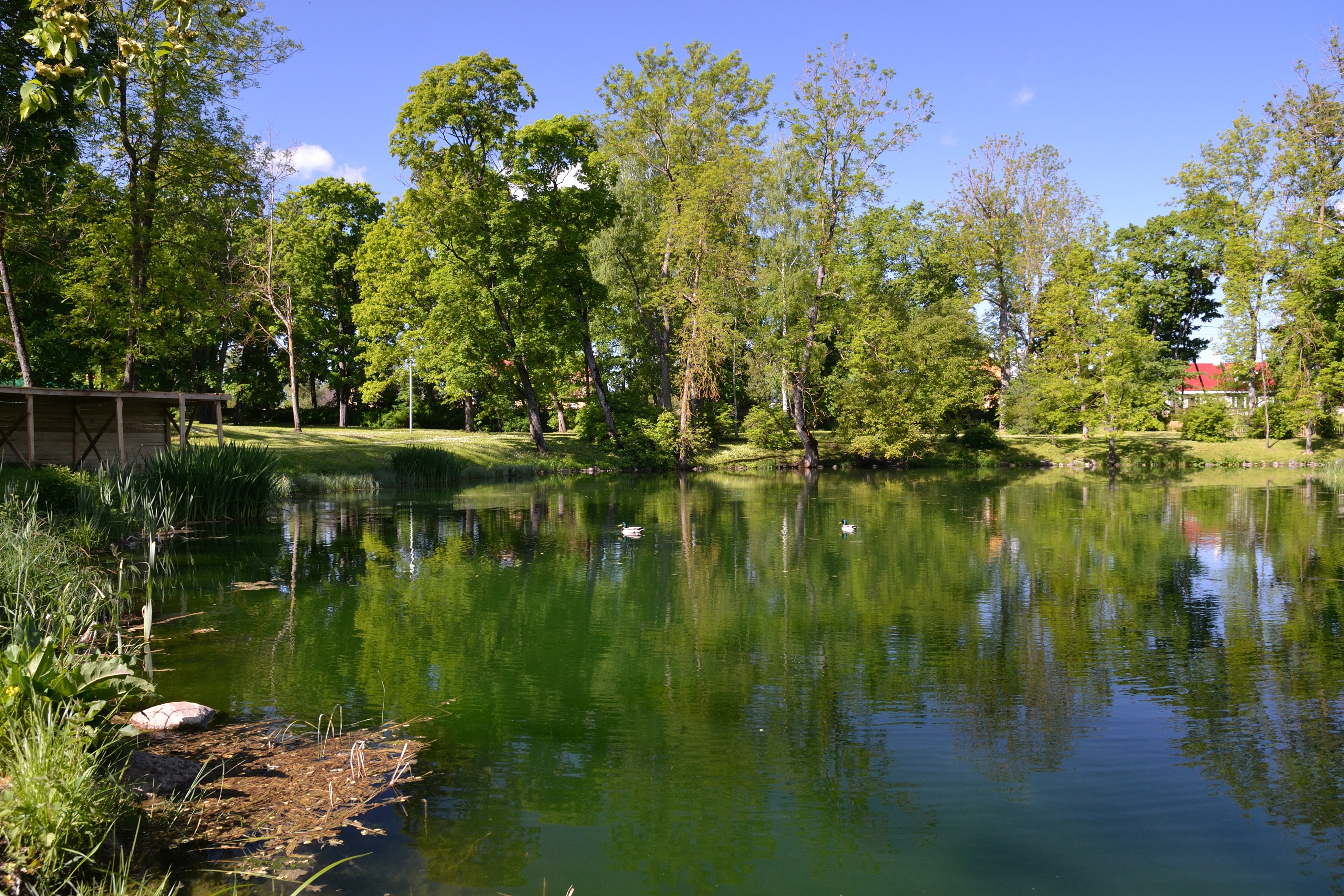
Parc du manoir de Rakvere.